# Para Para Paradise
Para Para Paradise (souvent abrégé PPP) est un jeu musical développé par Konami. Il est sorti en 2001 au Japon uniquement, surfant sur la vague du Para Para, une danse populaire dans le pays.

## Système de jeu
Para Para Paradise se joue avec les mains, des flèches défilent à l'écran et on doit passer sa main devant un capteur pour valider la flèche.

Mais c'est plus que ça : on doit aussi faire une chorégraphie complète qui s'affiche à l'écran.
Les 5 plots du jeu Para Para Paradise présentés en arc de cercle. Le joueur se positionne au centre et doit effectuer des mouvements de bras en coordination avec les informations affichées à l'écran.

## Borne d'arcade
La borne d'arcade est sortie uniquement au Japon, mais on peut en trouver quelques-unes aux États-Unis (comme le jeu PS2) ainsi que dans certains pays d'Europe (Angleterre, et jusqu'à 2011 en Suède).

## Contrôleur console
Les cinq plots du jeu Para Para Paradise sont présentés en arc de cercle. Le joueur se positionne au centre et doit effectuer des mouvements de bras en coordination avec les informations affichées à l'écran.

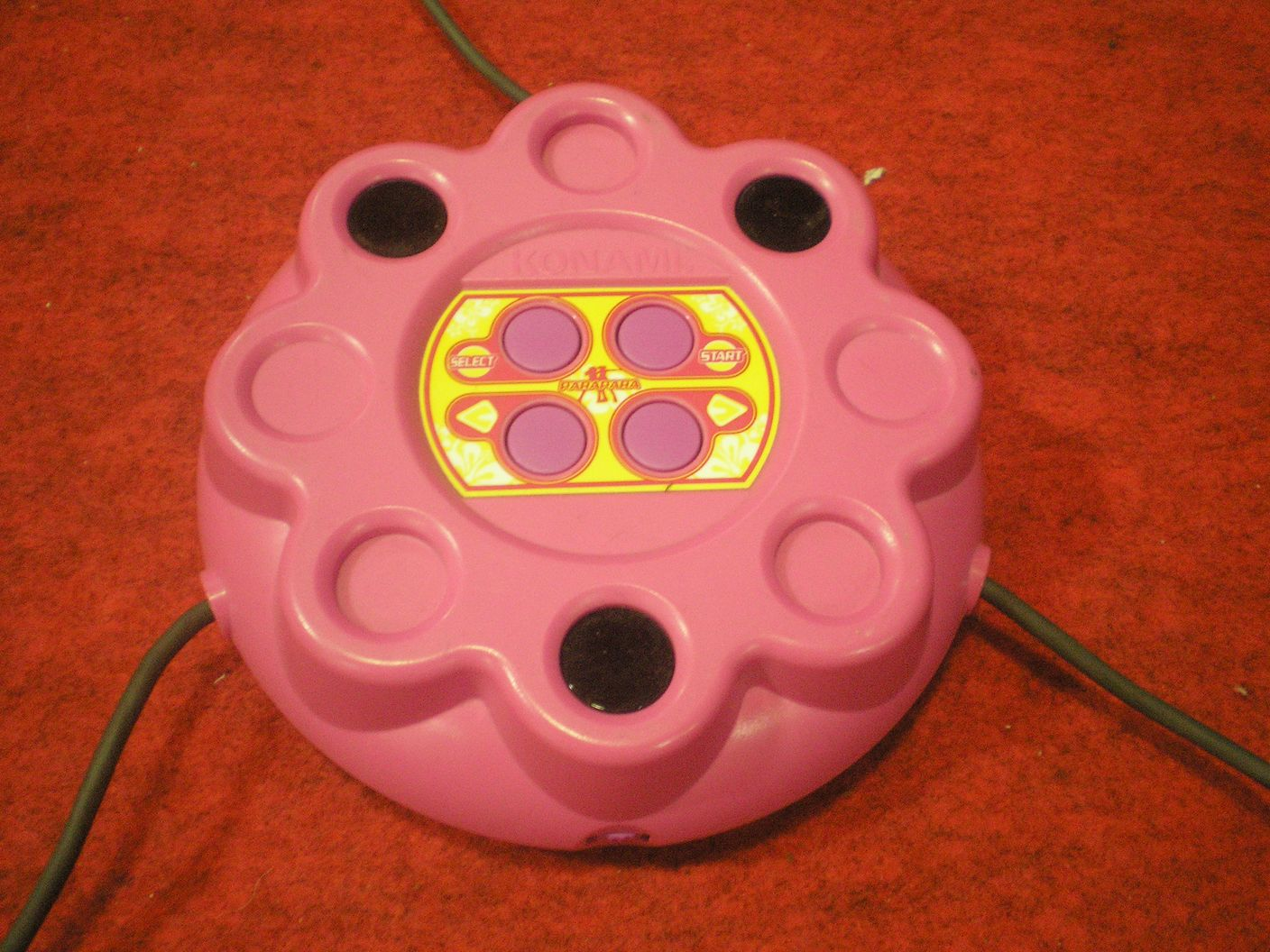
Plot central avec touches start/select droite/gauche.

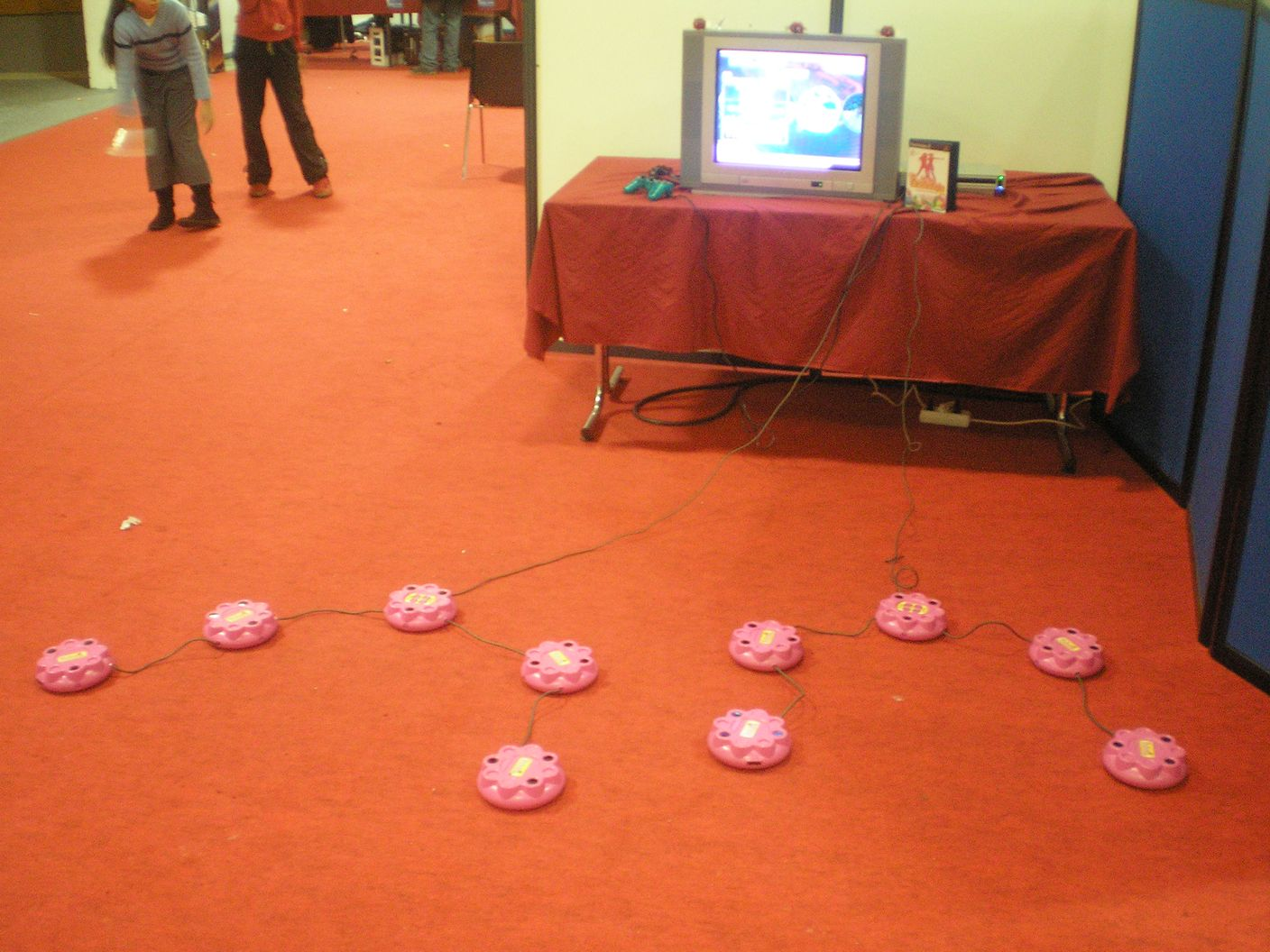
Les cinq plots.